# 13 Voices
13 Voices — шостий студійний альбом канадського рок-гурту Sum 41, виданий 7 жовтня 2016 лейблом Hopeless Records. Це перший альбом Sum 41 за п'ять років. 11 травня 2016, гурт оголосив про підписання контракту з Hopeless Records для випуску альбому.

## Передісторія
9 липня 2015 гурт оголосив про запуск PledgeMusic компанії їх нового альбому. 23 липня 2015, гурт виступив на шоу Alternative Press Music Awards, з ведучи гітаристом Дейвом Бекш, який знову приєднався до гурту після дев'яти років як він офіційно залишив гурт. 26 грудня 2015, Sum 41 виклали демо їх двох нових пісень в Instagram. 1 січня 2016, Дерік Віблі заявив, що альбом майже готовий.
Гурт виступив на фестивалі 2016 Warped Tour. 19 квітня 2016, Віблі оголосив, що Sum 41 завершили роботу над альбомом. 11 травня 2016, Sum 41 оголосили про підписання контракту з Hopeless Records. 1 червння 2016, Sum 41 оголосили, що альбом вийде восени 2016.

## Запис альбому

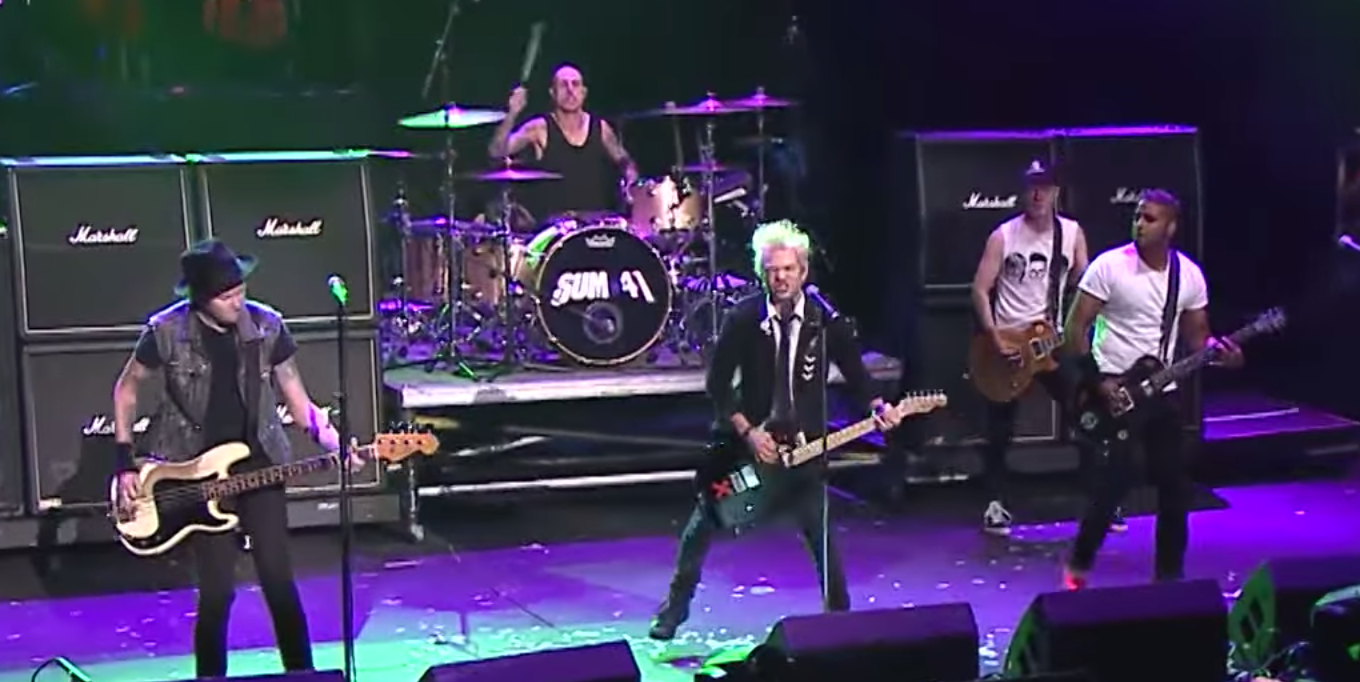
Sum 41 під час виступу в м.Клівленд у 2015.

26 вересня 2012, учасники гурту оголосили, що буруть перерву від концертів у 2013 для початку роботи над новим альбомом. 18 квітня 2013, ударник Джокс оголосив про свій вихід з гурту через офіційну сторінку у Facebook,. В інтер'ю 7 лютого 2014, Deryck що знайдуть нового ударника як тільки нова музика буде готова.
16 травня 2014, Дерік Віблі повідомив на своєму персональному вебсайті, пояснивши, що у нього був печінкова та ниркова недостатність через надмірне вживання алкоголю. Він пояснив, що він був на лікуванні протягом місяця, і тепер після завершення лікування, буде дбайливіше ставитись до свого здоров'я та продовжить роботу над новою музикою. Також він повідомив, що має кілька ідей для нових пісень та незабаром розпочне роботу над новим альбомом. 9 червня 2014, Дерік Віблі повідомив на своїй сторінці в Facebook, що він працює над новою музикою Sum 41 у своїй домашній студії та готовий почати запис нових пісень. 29 червня 2014, Віблі повідомив на своєму вебсайті «ми готові до запису ударних», з фото де він сидить за барабанною установкою для запису.

## Просування і випуск

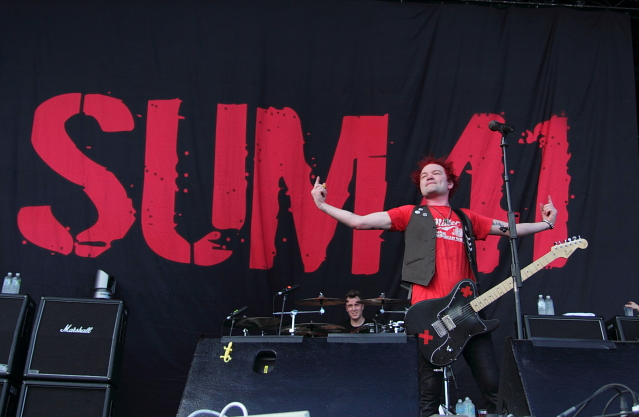
Sum 41 під час туру «10th Anniversary of Does This Look Infected?»

6 червня 2016, Sum 41 повідомили що новий альбом буде мати назву 13 Voices та вийде 7 жовтня 2016. «Fake My Own Death», перша нова пісня за п'ять років, була видана 28 червня 2016. Пісня «Fake My Own Death» була виконана на The Late Show with Stephen Colbert 3 жовтня 2016. Перший офіційний сингл альбому «War», був виданий 25 серпня 2016. Восьмий трек з альбому, God Save Us All (Death to Pop) був виданий (разом з кліпом) 28 вересня 2016. 4 жовтня 2016 вміст deluxe версії альбому опинився в інтернеті, за три дні до офіційного релізу альбому.

### Тур
Don't Call It a Sum-Back Tour розпочався 5 жовтня 2016 та триватиме до 19 січня 2017.

## Музичний стиль
Альбом 13 Voices, Sum 41 був позначений як *Хеві-метал, поп-рок та поп-панк.

## Підсумки альбому

### Огляд критиків
13 Voices отримав позитивні відгуки критиків. На Metacritic, який присвоює нормований рейтинг з 100 до відгуки від основних критиків, альбом має в середньому 72 бали із 100, що вказує на «в цілому позитивні відгуки» ґрунтуючись на чотирьох відгуках.

## Список композицій
| #     | Назва                            | Тривалість |
| ----- | -------------------------------- | ---------- |
| 1.    | «A Murder of Crows»              | 3:04       |
| 2.    | «Goddamn I'm Dead Again»         | 3:22       |
| 3.    | «Fake My Own Death»              | 3:14       |
| 4.    | «Breaking the Chain»             | 4:03       |
| 5.    | «There Will Be Blood»            | 3:29       |
| 6.    | «13 Voices»                      | 4:32       |
| 7.    | «War»                            | 3:29       |
| 8.    | «God Save Us All (Death to POP)» | 3:53       |
| 9.    | «The Fall and the Rise»          | 3:09       |
| 10.   | «Twisted by Design»              | 5:28       |
| 37:43 |                                  |            |

| Бонусні треки Deluxe-версії альбому | Бонусні треки Deluxe-версії альбому | Бонусні треки Deluxe-версії альбому |
| #                                   | Назва                               | Тривалість                          |
| ----------------------------------- | ----------------------------------- | ----------------------------------- |
| 11.                                 | «Better Days»                       | 2:15                                |
| 12.                                 | «Black Eyes»                        | 3:14                                |
| 13.                                 | «War» (acoustic)                    | 3:43                                |
| 14.                                 | «Breaking the Chain» (acoustic)     | 3:48                                |
| 50:43                               |                                     |                                     |

| Бонусні треки Японської версії альбому | Бонусні треки Японської версії альбому | Бонусні треки Японської версії альбому |
| #                                      | Назва                                  | Тривалість                             |
| -------------------------------------- | -------------------------------------- | -------------------------------------- |
| 11.                                    | «War» (Featuring Taka of One Ok Rock)  | 3:29                                   |
| 12.                                    | «Better Days»                          | 2:15                                   |
| 13.                                    | «Black Eyes»                           | 3:14                                   |
| 14.                                    | «War» (acoustic)                       | 3:43                                   |
| 15.                                    | «Breaking the Chain» (acoustic)        | 3:48                                   |
| 16.                                    | «Radio Radio» (Elvis Costello cover)   | 2:52                                   |

## Учасники запису
Sum 41
- Деррік Уіблі — ведучий вокал, ритмічна гітара, клавішні, піаніно
- Дейв Бекш — ведуча гітара, бек-вокал
- Том Такер — ведуча і ритмічна гітара, бек-вокал, клавішні
- Джейсон МакКеслін — бас-гітара, бек-вокал
- Френк Зуммо — ударні, перкусія, іноді бек-вокал

Студійні записи
- Деррік Уіблі — продюсер, розробка
- Ted Jensen — мастерінг

## Чарти
| Чарт (2016)                                  | Найвища позиція position |
| -------------------------------------------- | ------------------------ |
| Австралія Australian Albums (ARIA)           | 13                       |
| Австрія Austrian Albums (Ö3 Austria)         | 13                       |
| Бельгія Belgian Albums (Ultratop Flanders)   | 38                       |
| Бельгія Belgian Albums (Ultratop Wallonia)   | 37                       |
| Канада Canadian Albums (Billboard)           | 6                        |
| Нідерланди Dutch Albums (MegaCharts)         | 69                       |
| Франція French Albums (SNEP)                 | 51                       |
| Німеччина German Albums (Media Control)      | 9                        |
| Угорщина Hungarian Albums (MAHASZ)           | 32                       |
| Italian Albums (FIMI)                        | 18                       |
| New Zealand Heatseekers Albums (RMNZ)        | 7                        |
| Шотландія Scottish Albums (OCC)              | 17                       |
| Spanish Albums (PROMUSICAE)                  | 49                       |
| Швейцарія Swiss Albums (Schweizer Hitparade) | 14                       |
| Велика Британія UK Albums (OCC)              | 16                       |
| США Billboard 200                            | 22                       |
| США Top Alternative Albums (Billboard)       | 6                        |